# Scaphochlamys longipedunculata
Scaphochlamys longipedunculata là một loài thực vật có hoa trong họ Gừng. Loài này được Charun Maknoi, Saroj Ruchisansakun và Jenjittikul T. miêu tả khoa học đầu tiên năm 2020.

## Mẫu định danh
Mẫu định danh: C. Maknoi T96; thu thập ngày 2 tháng 8 năm 2000 ở huyện Waeng, tỉnh Narathiwat, miền nam Thái Lan. Holotype và isotype lưu giữ tại Vườn Thực vật Hoàng hậu Sirikit ở huyện Mae Rim, tỉnh Chiang Mai, Thái Lan (QBG).

## Từ nguyên
Tính từ định danh longipedunculata là để nói tới cuống cụm hoa dài của loài này so với các loài khác có ở Thái Lan. Cuống cụm hoa dài cũng có thể được quan sát thấy ở S. minutiflora, nhưng loài này khác biệt rõ ràng với những loài khác ở chỗ các lá bắc quăn của nó.

## Phân bố
S. uniflora chỉ được biết đến từ khu vực lấy mẫu trong huyện Waeng, tỉnh Narathiwat, miền nam Thái Lan.

## Mô tả
Loài này tương tự như S. grandis, nhưng khác ở chỗ có chồi 1 hoặc 2 lá (so với chồi có 5 lá trở lên) và chiều dài cuống cụm hoa khoảng 17 cm (so với chiều dài cuống cụm hoa khoảng 7 cm).